# Ghiacciaio Young
Il ghiacciaio Young (in inglese: Young Glacier) è un ghiacciaio lungo circa 13 km situato sulla costa di Zumberge, nella parte occidentale della Terra di Ellsworth, in Antartide. In particolare, il ghiacciaio, il cui punto più alto si trova a circa 1800 m s.l.m., è situato sul versante orientale della dorsale Sentinella, nei monti Ellsworth. Da qui esso fluisce verso est a partire dal monte Gozur e dal picco Ichera, nelle cime Maglenik, fino a entrare nel flusso di ghiaccio Rutford, all'estremità settentiornale della dorsale di Barnes.

## Storia
Il ghiacciaio Young è stato mappato dallo United States Geological Survey grazie a ricognizioni terrestri dello stesso USGS e a fotografie aeree scattate dalla marina militare statunitense nel periodo 1957-59 ed è stato poi così battezzato dal Comitato consultivo dei nomi antartici in onore del tenente dell'aeronautica statunitense Dale L. Young, che prese parte alla costruzione della Base Amundsen-Scott nel periodo 1956-57.